# 閑院宮愛仁親王
閑院宮愛仁親王（かんいんのみや なるひとしんのう、文化15年1月13日（1818年2月17日） - 天保13年9月17日（1842年10月20日））は、江戸時代の皇族。世襲親王家の閑院宮第5代当主。父は孝仁親王（東山天皇玄孫）。母は関白鷹司政熙（東山天皇曾孫）の三女の鷹司吉子。

## 経歴
文政11年（1828年）に親王宣下・元服。天保11年（1840年）にはとこにあたる敏宮淑子内親王（仁孝天皇の第三皇女、孝明天皇と和宮親子内親王の異母姉）と婚約するも、婚儀前に死去した。
愛仁親王には嗣子がなかったため、愛仁親王没後は実母の鷹司吉子（東山天皇玄孫）が当主格に遇された。その後、明治時代に入って、伏見宮邦家親王第16王子の載仁親王が継承した。